# Čankovice
Čankovice (en allemand : Tschankowitz) est une commune du district de Chrudim, dans la région de Pardubice, en République tchèque. Sa population s'élevait à 342 habitants en 2022.

## Géographie
Čankovice se trouve à 2 km à l'est-nord-est de Hrochův Týnec, à 11 km à l'est de Chrudim, à 14 km au sud-est de Pardubice et à 108 km à l'est-sud-est de Prague.
La commune est limitée par Bořice au nord-ouest, par Slepotice au nord-est, et par Hrochův Týnec au sud-est, au sud et au sud-ouest.

## Histoire
La première mention écrite de la localité date de 1293.

## Galerie

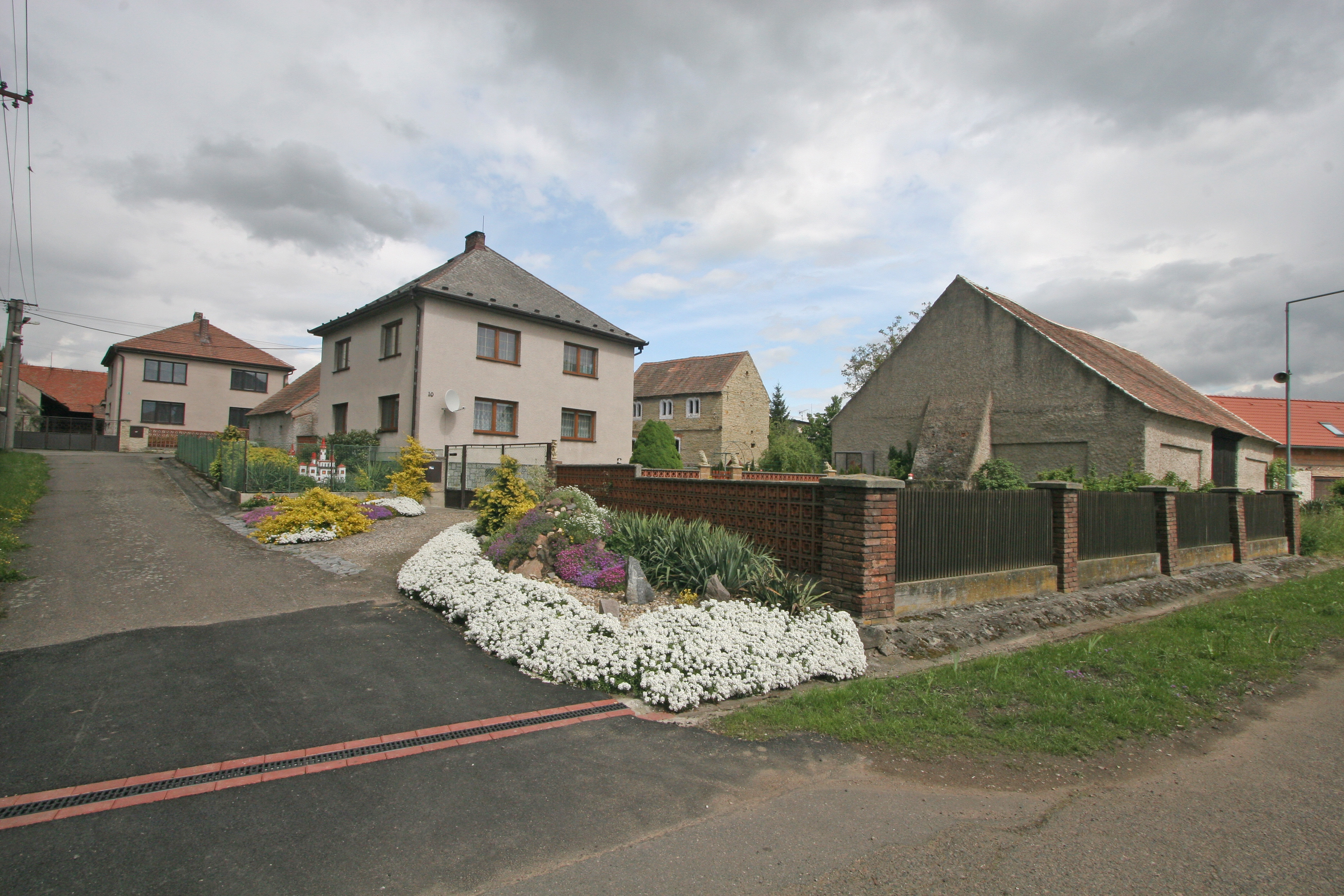
Maisons à Čankovice.
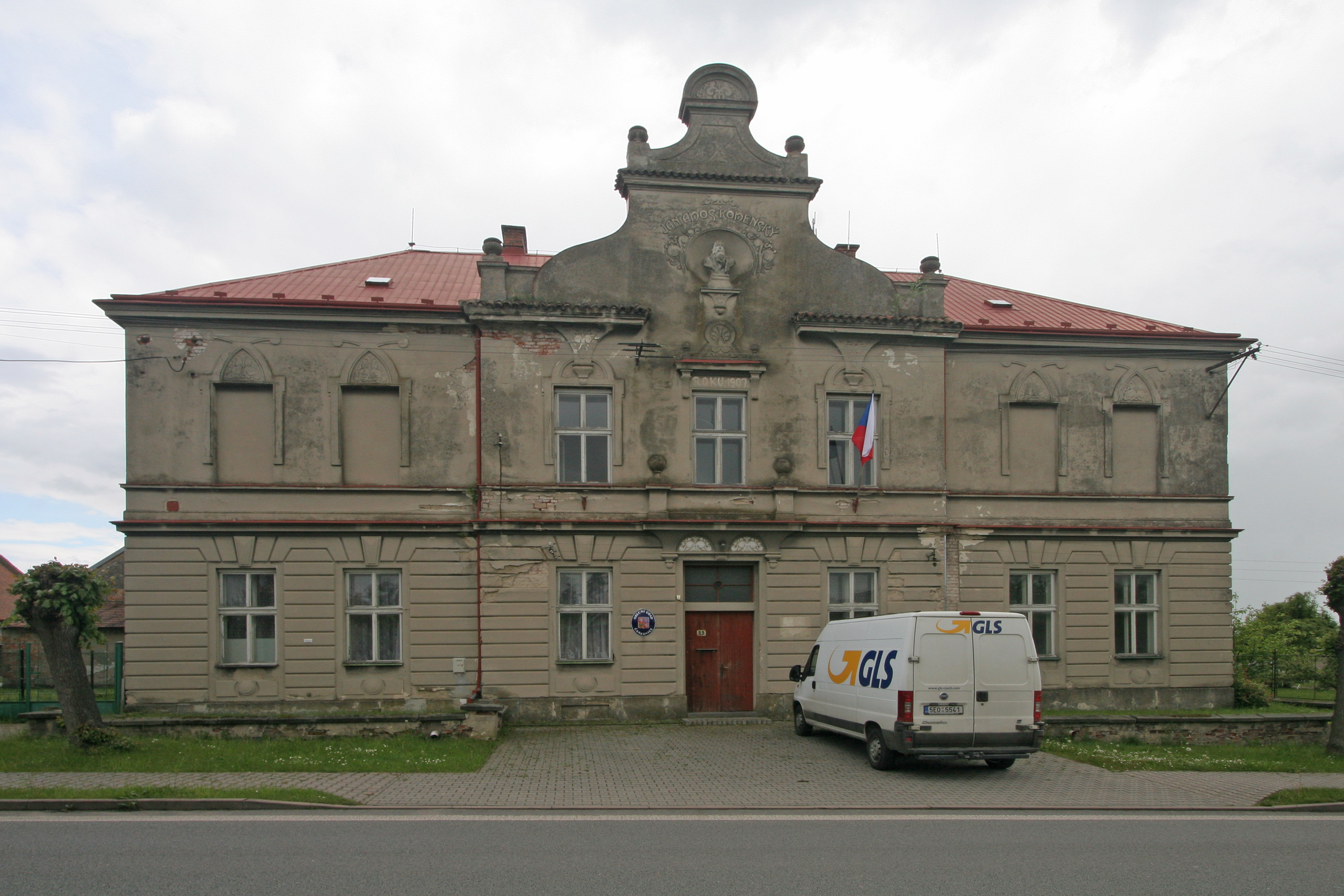
Čankovice : la mairie.

## Transports
Par la route, Čankovice se trouve à 2 km de Hrochův Týnec, à 11 km de Chrudim, à 16 km de Pardubice et à 130 km de Prague. 